# لوديفينا جارسيا أرياس
لوديفينا جارسيا أرياس (من مواليد 13 ديسمبر 1945) سياسية مكسيكية إسبانية، وعضو في حزب العمال الاشتراكي الإسباني. بعد أن هاجرت من المكسيك إلى إسبانيا في السبعينيات، عملت كعضو في مجلس النواب لأستورياس من 1979 إلى 1986، ومن 2000 إلى 2004. من 1987 حتى 1999 كانت عضوًا في البرلمان الأوروبي.

## الحياة و الوظيفة
ولدت أرياس في ديسمبر 1945 لأبوين أستوريين في موريليا بولاية ميتشواكان المكسيكية. بعد أن درست التاريخ في الجامعة الوطنية المستقلة في المكسيك، انتقلت إلى إسبانيا قرب نهاية ديكتاتورية فرانكو، وعملت مدرسة ثانوية.
انضمت غارسيا أرياس إلى حزب العمال الاشتراكي الإسباني في عام 1972، وانتُخب لعضوية مجلس النواب عن أستورياس في الانتخابات العامة لعام 1979. وبقيت في هذا المنصب حتى عام 1986. في عام 1987 تم انتخابها لتمثيل إسبانيا في البرلمان الأوروبي. عملت في هذا الدور حتى انتخابات البرلمان الأوروبي عام 1999. في عام 2000 تم انتخابها مرة أخرى لمجلس النواب. انتهت مسيرتها السياسية في عام 2004.